# Comuna de Węgorzyno
Węgorzyno (polaco: Gmina Węgorzyno) é uma gminy (comuna) na Polónia, na voivodia de Pomerânia Ocidental e no condado de Łobeski.
De acordo com os censos de 2005, a comuna tem 7.344 habitantes, com uma densidade 28,7 hab/km².

## Área
Estende-se por uma área de 256,19 km².

## Demografia
Dados de 30 de Junho 2004:
|                      | Total   | Total | Mulheres | Mulheres | Homens  | Homens |
| -------------------- | ------- | ----- | -------- | -------- | ------- | ------ |
|                      | pessoas | %     | pessoas  | %        | pessoas | %      |
| População            | 7344    | 100   | 3655     | 49,8     | 3689    | 50,2   |
| Densidade (pop./km²) | 28,7    | 100   | 14,3     | 14,3     | 14,4    | 14,4   |

De acordo com dados de 2002, o rendimento médio per capita ascendia a 1411,59 zł.